# 和平街道 (武汉市)
和平街道，是中华人民共和国湖北省武汉市洪山区下辖的一个乡镇级行政单位，街道办事处位于青山区工业路15号。

## 行政区划
和平街道下辖以下地区：
欧洲花园社区、盛世花园社区、徐东社区、金鹤园社区、和平社区、青城华府社区、华城广场社区、自建村社区、纺机社区、中铁花园社区、新绿美地社区、丽华苑社区、铁机社区、武丰社区、东方红社区、白马洲社区、杨春湖社区、新鑫园社区、爱家国际社区、东方雅园社区、港东名居社区、北洋桥社区、大洲社区、仁和路社区、保利城社区、江南天地社区、东湖城社区。